# Crisol (periódico)
Crisol fue un periódico publicado en la ciudad española de Madrid entre 1931 y 1932.

## Historia
De periodicidad en un primer momento trisemanal y más tarde diaria, fue fundado por el magnate de la prensa Nicolás María de Urgoiti. Dirigido por Félix Lorenzo, contó con colaboraciones del filósofo José Ortega y Gasset y el caricaturista Luis Bagaría, además de otros autores como Ogier Preteceille, Salvador de Madariaga, Ramón Pérez de Ayala, Azorín, Corpus Barga o Benjamín Jarnés, entre otros muchos. Tras el fracaso del proyecto y consiguiente cese de la publicación, Urgoiti se sumió en una depresión. Crisol fue sucedido por el diario Luz.